# Nagroda Prezydenta Miasta Gdańska za Twórczość Translatorską im. Tadeusza Boya-Żeleńskiego
Nagroda Prezydenta Miasta Gdańska za Twórczość Translatorską im. Tadeusza Boya Żeleńskiego – nagroda za przekład na język polski. Przyznawana jest w trybie dwuletnim żyjącym tłumaczom i tłumaczkom literatury obcej na język polski z inicjatywy Prezydenta Gdańska Pawła Adamowicza, po raz pierwszy wręczona w 2015 roku. Jej patronem jest Tadeusz Boy-Żeleński, pisarz, poeta oraz tłumacz literatury francuskiej, określony przez Jana Błońskiego "Szekspirem przekładu".
Fundatorem Nagrody jest Miasto Gdańsk, a organizatorem Instytut Kultury Miejskiej. Od 2017 roku przyznawana w dwóch kategoriach: za całokształt twórczości translatorskiej oraz za przekład konkretnego dzieła. Laureaci poza statuetką otrzymują odpowiednio 50 000 zł (za całokształt) oraz 30 000 zł (za przekład jednego dzieła). Nagrody są wręczane podczas Gdańskich Spotkań Literackich „Odnalezione w tłumaczeniu”.

## Laureaci
| Edycja | Rok  | Laureat                        | Język             |
| ------ | ---- | ------------------------------ | ----------------- |
| I      | 2015 | Maryna Ochab                   | j. francuski      |
| II     | 2017 | Danuta Cirlić-Straszyńska      | j. serbochorwacki |
| III    | 2019 | Małgorzata Łukasiewicz         | j. niemiecki      |
| IV     | 2021 | Anna Przedpełska-Trzeciakowska | j. angielski      |
| V      | 2023 | Ireneusz Kania                 | różne języki      |
| VI     | 2025 | Carlos Marrodán Casas          | j. hiszpański     |

| Edycja | Rok  | Laureat                          | Książka                                  | Autor              | Język        |
| ------ | ---- | -------------------------------- | ---------------------------------------- | ------------------ | ------------ |
| II     | 2017 | Piotr Paziński                   | Przypowieść o skrybie i inne opowiadania | Szmuel Josef Agnon | j. hebrajski |
| III    | 2019 | Marcin Szuster                   | Ostępy nocy                              | Djuny Barnes       | j. angielski |
| IV     | 2021 | Teresa Tyszowiecka blasK!        | Afrykańskie korzenie UFO                 | Anthony Joseph     | j. angielski |
| V      | 2023 | René Koelblen i Stanisław Waszak | Zniknięcia                               | Georges Perec      | j. francuski |
| VI     | 2025 | Mateusz Kwaterko                 | Kaprysy i zygzaki                        | Théophile Gautier  | j. francuski |

## Nominacje

### Nominowani za całokształt twórczości translatorskiej
I edycja – 2015
- Elżbieta Cygielska (język węgierski)
- Jan Gondowicz (język francuski, rosyjski, czeski)
- Michał Kłobukowski (język angielski)
- Halina Kralowa (język włoski)
- Małgorzata Łukasiewicz (język niemiecki)
- Maryna Ochab (język francuski)
- Jacek Poniedziałek (język angielski)

Od drugiej edycji nie podaje się nominacji do nagrody za całokształt twórczości translatorskiej. Laureata ogłasza się razem z nazwiskami nominowanych do nagrody za przekład dzieła.

### Nominowani za przekład dzieła
II edycja – 2017
- Małgorzata Buchalik (język rosyjski): Maksym Gorki, Rosja (wyd. Universitas)
- Jacek Giszczak (język francuski): Lyonel Trouillot, Niedziela, 4 stycznia (wyd. Karakter)
- Hanna Igalson-Tygielska (język francuski): Raymond Queneau, Niedziela życia (wyd. Biuro Literackie)
- Krzysztof Majer (język angielski): Michael Herr, Depesze (wyd. Karakter)
- Monika Muskała (język niemiecki): Thomas Bernhard, Tak. Wyjadacze (SW Czytelnik)
- Piotr Paziński (język hebrajski): Szmuel Josef Agnon, Przypowieść o skrybie i inne opowiadania (wyd. Nisza)
- Marcin Szuster (język angielski): James Schuyler, Alfred i Ginewra (Państwowy Instytut Wydawniczy)

III edycja – 2019
- Tomasz Gałązka (język angielski): Ben Fountain, Długi marsz w połowie meczu (Wydawnictwo Czarne)
- Monika Muskała (język niemiecki): Elfriede Jelinek, Rechnitz. Anioł Zagłady (wyd. Korporacja Ha!art)
- Krystyna Rodowska (język francuski): Marcel Proust, W stronę Swanna (wyd. Officyna)
- Elżbieta Sobolewska (język węgierski): Péter Nádas, Pamięć (wyd. Biuro Literackie)
- Andrzej Sosnowski (język angielski): Elizabeth Bishop, Santarem (wyd. Biuro Literackie)
- Marcin Szuster (język angielski): Djuna Barnes, Ostępy nocy (Ossolineum)
- Teresa Worowska (język węgierski): Sándor Marai, Dziennik 1949-1956 oraz Dziennik 1957-1966 (SW Czytelnik),

IV edycja – 2021
- Wawrzyniec Brzozowski (język francuski): Marcel Proust, W cieniu rozkwitających dziewcząt (wyd. Officyna)
- Olga Czernikow (język czeski): Petr Rákos, Corvina, czyli książka o krukach (wyd. Amaltea)
- Leszek Engelking (język czeski): Jarosłav Seifert, Księga pocałunków (wyd. Officyna)
- Hanna Igalson-Tygielska (język francuski): Raymond Queneau, Sroga zima (wyd. Biuro Literackie)
- Maciej Płaza (język angielski): Arthur Machen, Wzgórze przyśnień (Państwowy Instytut Wydawniczy)
- Teresa Tyszowiecka blasK! (język angielski): Anthony Joseph, Afrykańskie korzenie UFO (wyd. Korporacja Ha!art)
- Ryszard Wojnakowski (język niemiecki): Fritz von Herzmanovsky-Orlando, Maskarada geniuszy (Państwowy Instytut Wydawniczy)

V edycja – 2023
- René Koelblen i Stanisław Waszak (język francuski): Georges Perec, Zniknięcia (wyd. Lokator)
- Krzysztof Majer (język angielski): David Markson, Kochanka Wittgensteina (Państwowy Instytut Wydawniczy)
- Sebastian Musielak (język fiński): Juhani Karila, Polowanie na małego szczupaka (wyd. Marpress)
- Kamil Pecela (język litewski): Kristina Sabaliauskaitė, Silva rerum IV (Wydawnictwo Literackie)
- Anna Sawicka (język kataloński): Mercè Rodoreda, Diamentowy plac (wyd. Marginesy)
- Tomasz Swoboda (język francuski): Marcel Proust, Sodoma i Gomora (wyd. Officyna)
- Aga Zano (język angielski): Bernardine Evaristo, Dziewczyna, kobieta, inna (Wydawnictwo Poznańskie)

VI edycja – 2025
- Marcin Gaczkowski (język ukraiński): Walerian Pidmohylny, Miasto (wyd. Kolegium Europy Wschodniej)
- Agnieszka Kowaluk (język niemiecki): Elfriede Jelinek, Dane odosobowe (wyd. W.A.B.)
- Mateusz Kwaterko (język francuski): Théophile Gautier, Kaprysy i zygzaki (Państwowy Instytut Wydawniczy)
- Filip Łobodziński (język hiszpański): Arturo Pérez-Reverte, W cieniu orła (wyd. ArtRage)
- Katarzyna Okrasko i Agata Ostrowska (język hiszpański): Cristina Morales, Lektura uproszczona (wyd. ArtRage)
- Katarzyna Skórska (język włoski): Michele Mari, Ty, krwawe dzieciństwo (Wydawnictwo Czarne)
- Tomasz Swoboda (język francuski): Marcel Proust, Uwięziona (wyd. Officyna)

## Kapituła
- 2015: Anna Wasilewska (przewodnicząca), Krzysztof Pomian, Edward Balcerzan, Justyna Sobolewska, Andrzej Jagodziński, Adam Pomorski, Stanisław Rosiek[10]
- 2017: Anna Wasilewska (przewodnicząca), Jacek S. Buras, Andrzej Jagodziński, Michał Kłobukowski, Sławomir Paszkiet, Justyna Sobolewska, Tomasz Swoboda[11]
- 2019: Anna Wasilewska (przewodnicząca), Joanna Kornaś-Warwas, Piotr Paziński, Julia Różewicz, Justyna Sobolewska, Tomasz Swoboda, Ryszard Turczyn[12]
- 2021: Anna Wasilewska (przewodnicząca), Carlos Marrodán Casas, Jakub Ekier, Dobromiła Jankowska, Izabela Korybut-Daszkiewicz, Justyna Sobolewska, Marcin Szuster[13]
- 2023: Anna Wasilewska (przewodnicząca), Carlos Marrodán Casas, Anna Korzeniowska-Bihun, Piotr Paziński, Julia Różewicz[14]
- 2025: Anna Wasilewska (przewodnicząca), Wojciech Charchalis, Anna Korzeniowska-Bihun, Piotr Paziński, Zofia Szachnowska-Olesiejuk[15]